# Ternstroemia polypetala
Ternstroemia polypetala là một loài thực vật thuộc họ Theaceae. Loài này có ở Cameroon, Malawi, và Tanzania. Môi trường sống tự nhiên của chúng là rừng khô nhiệt đới hoặc cận nhiệt đới. Chúng hiện đang bị đe dọa vì mất môi trường sống.